# Temporada 1964-65 de los Philadelphia 76ers
La temporada 1964-65 fue la decimosexta de los Philadelphia 76ers en la NBA, y la segunda en Filadelfia, Pensilvania, tras haber jugado hasta entonces en Syracuse bajo el nombre de Syracuse Nationals. La temporada regular acabó con 40 victorias y 40 derrotas, ocupando el tercer puesto de la división Este, clasificándose para los playoffs en los que cayeron en las finales de división ante los Boston Celtics.

## Elecciones en elDraft
| Ronda | Puesto | Jugador         | Posición  | Nacionalidad   | Universidad        |
| ----- | ------ | --------------- | --------- | -------------- | ------------------ |
| 1     | 4      | Lucious Jackson | Ala-Pívot | Estados Unidos | Texas-Pan American |
| 2     | 11     | Ira Harge       | Pívot     | Estados Unidos | New Mexico         |
| 3     | 20     | Larry Jones     | Base      | Estados Unidos | Toledo             |
| 4     | 29     | Frank Corace    |           | Estados Unidos | La Salle           |

## Temporada regular
| División Este        | División Este | División Este | División Este | División Este | División Este | División Este | División Este | División Este |
| Equipo               | G             | P             | %             | PD            | Casa          | Fuera         | Neutral       | Div           |
| -------------------- | ------------- | ------------- | ------------- | ------------- | ------------- | ------------- | ------------- | ------------- |
| x-Boston Celtics     | 62            | 18            | .775          | –             | 27–3          | 27–11         | 8–4           | 20–10         |
| x-Cincinnati Royals  | 48            | 32            | .600          | 14            | 25–7          | 17–21         | 6–4           | 16–14         |
| x-Philadelphia 76ers | 40            | 40            | .500          | 22            | 13–12         | 9–21          | 18–7          | 14–16         |
| New York Knicks      | 31            | 49            | .388          | 31            | 15–20         | 9–21          | 7–8           | 10–20         |

## Playoffs

### Semifinales de División
Cincinnati Royals vs. Philadelphia 76ers 
| Fecha       | Partido                                       | Ciudad     |
| ----------- | --------------------------------------------- | ---------- |
| 24 de marzo | Cincinnati Royals 117, Philadelphia 76ers 119 | Cincinnati |
| 26 de marzo | Philadelphia 76ers 120, Cincinnati Royals 121 | Filadelfia |
| 28 de marzo | Cincinnati Royals 94, Philadelphia 76ers 108  | Cincinnati |
| 31 de marzo | Philadelphia 76ers 119, Cincinnati Royals 112 | Filadelfia |
|             | Philadelphia 76ers gana las series 3-1        |            |

### Finales de División
Boston Celtics vs. Philadelphia 76ers 
| Fecha       | Partido                                    | Ciudad     |
| ----------- | ------------------------------------------ | ---------- |
| 4 de abril  | Boston Celtics 108, Philadelphia 76ers 98  | Boston     |
| 6 de abril  | Philadelphia 76ers 109, Boston Celtics 103 | Filadelfia |
| 8 de abril  | Boston Celtics 112, Philadelphia 76ers 94  | Boston     |
| 9 de abril  | Philadelphia 76ers 134, Boston Celtics 131 | Filadelfia |
| 11 de abril | Boston Celtics 114, Philadelphia 76ers 108 | Boston     |
| 13 de abril | Philadelphia 76ers 112, Boston Celtics 106 | Filadelfia |
| 15 de abril | Boston Celtics 110, Philadelphia 76ers 109 | Boston     |
|             | Boston Celtics gana las series 4-3         |            |

## Estadísticas
| Rk | Jugador          | Edad | P  | PT | MP   | TC   | TCI  | %TC  | TL  | TLI  | %TL   | RB   | AS  | FP  | PTS  |
| 1  | Wilt Chamberlain | 28   | 35 |    | 44.5 | 12.2 | 23.1 | .528 | 5.7 | 10.9 | .526  | 22.3 | 3.8 | 2.0 | 30.1 |
| 2  | Hal Greer        | 28   | 70 |    | 37.1 | 7.7  | 17.8 | .433 | 4.8 | 5.9  | .811  | 5.1  | 4.5 | 3.6 | 20.2 |
| 3  | Lucious Jackson  | 23   | 76 |    | 34.1 | 5.5  | 13.3 | .414 | 3.8 | 5.3  | .713  | 12.9 | 1.2 | 3.3 | 14.8 |
| 4  | Larry Costello   | 33   | 64 |    | 30.7 | 4.8  | 10.9 | .445 | 3.8 | 4.3  | .877  | 2.6  | 4.3 | 3.8 | 13.5 |
| 5  | Chet Walker      | 24   | 79 |    | 27.7 | 4.8  | 11.8 | .403 | 3.6 | 4.9  | .742  | 6.7  | 1.7 | 2.5 | 13.2 |
| 6  | Paul Neumann     | 27   | 40 |    | 27.5 | 5.3  | 10.9 | .491 | 3.7 | 4.6  | .804  | 2.6  | 3.5 | 3.0 | 14.4 |
| 7  | Dave Gambee      | 27   | 80 |    | 24.9 | 4.5  | 10.8 | .412 | 3.7 | 4.6  | .813  | 5.9  | 1.4 | 3.5 | 12.6 |
| 8  | Red Kerr         | 32   | 80 |    | 22.6 | 3.3  | 8.9  | .370 | 1.6 | 2.3  | .696  | 6.9  | 2.5 | 1.7 | 8.2  |
| 9  | Connie Dierking  | 28   | 38 |    | 19.2 | 3.2  | 8.2  | .389 | 1.4 | 2.2  | .651  | 6.3  | 1.1 | 2.7 | 7.8  |
| 10 | Al Bianchi       | 32   | 60 |    | 18.6 | 2.9  | 8.1  | .360 | 0.9 | 1.3  | .711  | 1.6  | 2.3 | 3.0 | 6.7  |
| 11 | Larry Jones      | 22   | 23 |    | 15.6 | 2.0  | 6.7  | .307 | 1.6 | 2.3  | .712  | 2.5  | 1.7 | 2.0 | 5.7  |
| 12 | Ben Warley       | 28   | 64 |    | 14.1 | 1.5  | 4.0  | .372 | 1.9 | 2.8  | .705  | 4.3  | 0.8 | 2.7 | 4.9  |
| 13 | Steve Courtin    | 22   | 24 |    | 13.2 | 1.8  | 4.3  | .408 | 0.7 | 0.9  | .810  | 0.9  | 0.9 | 1.8 | 4.2  |
| 14 | Jerry Greenspan  | 23   | 5  |    | 9.8  | 1.6  | 2.6  | .615 | 1.6 | 1.6  | 1.000 | 2.2  | 0.0 | 2.4 | 4.8  |

## Galardones y récords
| Jugador          | Galardón                                     |
| Hal Greer        | 2.º Mejor quinteto de la NBA All-Star        |
| Wilt Chamberlain | 2.º Mejor quinteto de la NBA                 |
| Lucious Jackson  | Mejor quinteto de rookies de la NBA All-Star |
| Larry Costello   | All-Star                                     |